# Дванадесет разгневени мъже
„Дванадесет разгневени мъже“ (на английски: 12 Angry Men) е филмова драма от 1957 г. режисирана от Сидни Лумет с участието на Хенри Фонда в главната роля. Сценаристът Реджиналд Роус написва сценария по своя телевизионна пиеса.
Филмът е черно-бял и разказва историята на жури от 12 съдебни заседатели, които дебатират за виновността на обвинен в убийство младеж. Цялото действие с изключение на 2 – 3 кратки сцени се развива в стаята на заседателите. С изключение на двама от заседателите, които си казват имената в края на филма, не са използвани никакви други имена. Обвиняемият е наричан „момчето“, а двамата свидетели съответно: „старецът“ и „жената през улицата“.
На 30-ата церемония по връчване на наградите „Оскар“, филмът е номиниран за отличието в 3 основни категории: за най-добър филм, най-добър режисьор и най-добър адаптиран сценарий.
През 2007 година, Дванадесет разгневени мъже е избран като национално културно богатство за САЩ. Списание Empire поставя филма сред първите 100 в класацията си „500 най-велики филма за всички времена“.
През 1997 година е реализиран телевизионен римейк на филма, режисиран от Уилям Фредкин с участието на Джак Лемън, Джордж Скот, Армин Мюлер-Щал и др.

## Сюжет
Внимание:  Текстът по-долу разкрива сюжета на произведението (или части от него)!
Зала в нюйорския съд. Съдия инструктира съдебните заседатели, на чиито плещи лежи крайното решение на смъртна присъдата. Обвинено е осемнайсетгодишно момче от бедните квартали в убийството на своя баща. Доказателствата против подсъдимия са солидни.
Дванайсетте съдебни заседатели заемат местата си в стаята. Журито, отнасяйки се несериозно към случая, директно решава да се захваща с гласуването, което е единадесет души за „виновен“ и един за „невинен“ – съдебен заседател №8. Следва дебатиране, в което всеки изказва мнението си. Други се опитват да оборят решението на №8. Някои изтъкват доказателствата: момчето е видяно как в нощта на убийството се скарва с баща си и след това го наръгва. Освен това обвиняемият е израснал в среда, създаваща престъпници. Момчето е със солидно досие, бил е малтретиран редовно от баща си. Главното доказателство в случая е ножът, с който е извършено подлото деяние – нетипична и отличителна вещ. №8 доказва, че оръжието не е толкова оригинално. Заседателите почват да нервничат и между тях възникват кавги. №8 предлага да гласуват отново, но този път тайно – с листчета. Ако гласовете за „виновен“ са отново единайсет, опърничевият мъж ще отстъпи от позицията си. Заседателите гласуват. На едно от листчетата е написано „невинен е“. Впоследствие се разбира, че това е заседател №9.
Следва кратка почивка. След нея заседателите се спират на двамата свидетели: стара жена и самотен и незначителен старец, съседи на обвиняемия. Старецът твърди, че е чул кавгата преди убийството и видял хлапето да бяга от дома си. №8, подкрепян от №9, разколебават надеждността в показанията на свидетеля, който е живял в шумна среда до преминаващо метро, с което спечелват №5. №11 се задълбочава в случая и се чуди как може момчето да се е върнало толкова скоро на местопрестъплението? В следващото гласуване той също променя вота си на „невинен“. Старецът става все по ненадежден източник, особено след като №8 доказва, че за 15 секунди сакатият мъж не може да измине разстоянието от прозореца в спалнята, където е наблюдавал кавгата, до външната врата, където е видял бягащото момче. Това повлиява на следващото, този път директно, гласуване – резултата е 6:6. Един от основните аргументи на прокурора е, че момчето не е помнело името на филма, който е гледал в киното, след кавгата с баща си. №8 сериозно разклаща и този довод. №2 отправя сериозна забележка за начина, по който момчето е държал ножа, когато е наръгвало жертвата си. Новите подробности променят гласуването на 9:3 в полза на „невинен“. Най-основното доказателство обаче все още е необоримо – жената, която е живяла в съседство с набедения престъпник, е видяла убийството през прозорците на преминаващото метро. №9 обръща внимание на един новооткрит от него факт, а именно, че жената е зле с очите, но не желае да носи очила, които я застарявали. Новият довод спечелва на страната на „невинен“ другите двама. Остава само №3, който упорито иска да набеди момчето за убиец. Отчаян, той изтъква доводите си, но те са вече оборени. Накрая снимката на сина му го срива и произнася думата „невинен“.
Заседателите напускат стаята. №8 и №9 се запознават пред съдебната палата.

## В ролите
| Актьор          | Роля                 |
| --------------- | -------------------- |
| Мартин Болсам   | съдебен заседател 1  |
| Джон Фийдлър    | съдебен заседател 2  |
| Лий Дж. Коб     | съдебен заседател 3  |
| И. Дж. Маршъл   | съдебен заседател 4  |
| Джак Клугмън    | съдебен заседател 5  |
| Едуард Бинс     | съдебен заседател 6  |
| Джак Уордън     | съдебен заседател 7  |
| Хенри Фонда     | съдебен заседател 8  |
| Джоузеф Суини   | съдебен заседател 9  |
| Ед Бигли        | съдебен заседател 10 |
| Джордж Восковиц | съдебен заседател 11 |
| Робърт Уебър    | съдебен заседател 12 |

## Награди и Номинации
Награди на Американската Филмова Академия „Оскар“
- Номинация за най-добър филм
- Номинация за най-добър режисьор – Сидни Лумет
- Номинация за най-добър адаптиран сценарий – Реджиналд Роус

Награди „Златен глобус“
- Номинация за най-добър филм – драма
- Номинация за най-добър режисьор – Сидни Лумет
- Номинация за най-добър актьор в драма – Хенри Фонда
- Номинация за най-добър актьор в поддържаща роля – Лий Дж. Коб

- 1957 Печели „Златна мечка“ на Берлинале.

## Продукция
„Дванайсет разгневени мъже“ първоначално се появява като телевизионна пиеса в началото на 1954 г., заснета в Studio One на CBS-TV. Сценарист на продукта е Реджиналд Роус, който след премиерата на пиесата, получава през 1956 г. предложение от актьора и продуцент Хенри Фонда да се пренесе историята на големия екран. Роус и Фонда стават продуценти на бъдещата кинолента.
Филмът е дебютен за режисьора Сидни Лумет. Лентата е ниско бюджетна, заснета само за 19 дни.

## Критика
Роджър Ибърт дава на филма четири звезди, както и Леонард Малтин.